# Tornade de 1883 à Rochester
La tornade de 1883 à Rochester est une tornade de catégorie F5 (estimation) qui a frappé Rochester dans le Minnesota aux États-Unis le 21 août 1883. C'est une tornade faisant partie d'une série de tornades qui a frappé le en:Southeast Minnesota ce jour-là, causant au moins 37 morts et plus de 200 blessés.

## Le déclenchement

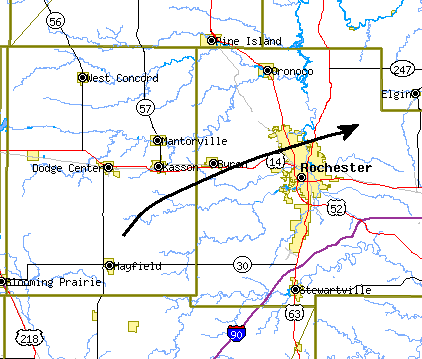
La trajectoire de la tornade de catégorie F5 à Rochester dans le Minnesota.